# الفترة بي آر (رسم قلب)
يُمثل الفاصل بي آر في رسم القلب الفترة التي تقاس بالمللي ثانية، والتي تمتد من بداية الموجة بي (بداية زوال الاستقطاب الأذيني) حتى بداية مركب كيو آر إس.